# Air Temam
Air Temam is een bestuurslaag in het regentschap Lubuklinggau van de provincie Zuid-Sumatra, Indonesië. Air Temam telt 2039 inwoners (volkstelling 2010).